# 学校法人津曲学園
学校法人津曲学園（がっこうほうじんつまがりがくえん）とは、鹿児島県鹿児島市坂之上八丁目に本部を置く学校法人。

## 沿革
- 1923年（大正12年） - 鹿児島高等女学校（後の鹿児島高等学校）の設置が認可される。
- 1928年（昭和3年） - 財団法人鹿児島津曲学園が設置認可され、鹿児島中学校が設置認可される。
- 1929年（昭和4年） - 鹿児島高等家政女学校を設置。
- 1932年（昭和7年） - 鹿児島高等商業学校（後の鹿児島経済大学を経て鹿児島国際大学）を設置。
- 1948年（昭和23年） - 学制改革に伴い鹿児島中学校、鹿児島高等女学校、鹿児島高等家政女学校を合併し、津曲学園高等学校となる。
- 1950年（昭和25年） - 津曲学園高等学校が鹿児島高等学校に改称。また同年に鹿児島経済専門学校は鹿児島商科短期大学となる。
- 1960年（昭和35年） - 鹿児島経済大学を設置。
- 1963年（昭和38年） - 鹿児島商科短期大学を廃止する。
- 1967年（昭和42年） - 鹿児島短期大学（後の鹿児島国際大学短期大学部）を設置。
- 1982年（昭和57年） - 鹿児島中学校を設置。
- 1999年（平成11年） - 鹿児島経済大学を鹿児島国際大学に改称。
- 2002年（平成14年） - 鹿児島修学館高等学校を設置。同時に鹿児島中学校を鹿児島修学館中学校に改称。

## 設置校

### 大学
- 鹿児島国際大学

### 高等学校
- 鹿児島高等学校

### 中学校・高等学校
- 鹿児島修学館中学校・高等学校

### 幼稚園
- 鹿児島幼稚園